# Thievery Corporation
Thievery Corporation és un duet estatunidenc de música electrònica format per Rob Garza i Eric Hilton. El seu estil musical barreja elements de dub, acid-jazz, reggae, música clàssica índia, hip-hop i bossa nova.
Al llarg de la seva carrera, el grup ha expressat la seva admiració per la cultura brasilera, especialment pel moviment musical bossa nova de la dècada del 1960. Alguns dels seus enregistraments han anat acompanyats d'obres d'art que homenatjen discos clàssics d'artistes de bossa nova com João Gilberto (el seu àlbum homònim de 1973) o Tom Jobim (Stone flower, 1967). El seu àlbum debut de 1997, Sounds from the Thievery Hi-Fi, també està dedicat a la memòria del músic brasiler Tom Jobim, mort tres anys abans. L'idioma de les lletres del grup al llarg de la seva carrera inclou l'anglès, l'espanyol, el francès, l'italià, el persa, el portuguès, el romanès i l'hindi. Això reflecteix les passió per la música del món del duo.

## Història
Thievery Corporation es va formar l'estiu de 1995 a l'Eighteenth Street Lounge de Washington DC. Rob Garza i el copropietari del local, Eric Hilton, es van unir pel seu amor mutu per la vida nocturna, així com pels discos de dub, bossa nova i jazz. Ambdós van decidir veure què passaria al mesclar tot això en un estudi de gravació i, a partir d'aquesta idea, el 1996 el duet va iniciar el seu segell discogràfic Eighteenth Street Lounge Music (ESL).
El grup va cridar l'atenció de la premsa musical amb les seves dues primeres referències en 12 polzades, «Shaolin Satellite» i «2001: a Spliff Odyssey», i amb el seu LP de debut el 1996, Sounds from the Thievery Hi-Fi . El seu senzill de 1998 «Lebanese Blonde», més endavant inclòs a l'àlbum d'estudi de 2000, The Mirror Conspiracy, va ser presentat a la banda sonora de la pel·lícula Alguna cosa en comú.
L'any 2001 Thievery Corporation va publicar Sounds from the Verve Hi-Fi, una recopilació de material dels anys 1960 i 1970 de Verve Records que inclou obres de jazz, bossa nova i jazz llatí dels artistes Cal Tjader, Wes Montgomery, Sérgio Mendes & Brasil '66, i Luiz Bonfá. A principis de la tardor del 2002 va publicar The Richest Man in Babylon al seu segell ESL, amb la participació dels cantants Notch, Emilíana Torrini, Pam Bricker i Loulou. El 2004 va publicar The Cosmic Game, que té un so més fosc i psicodèlic que The Richest Man in Babylon. L'àlbum també compta amb la veu de cantants notables com Perry Farrell de Jane's Addiction, David Byrne de Talking Heads i Wayne Coyne de The Flaming Lips.
El 2006 el grup va publicar Versions, una selecció de remescles de Thievery Corporation per a altres artistes, i va fer una gira pels Estats Units d'Amèrica actuant a Lollapalooza. La gira va ser fotografiada per Rob Myers, sitar i guitarrista de Thievery Corporation, al llibre Thievery Corporation 2006. A més, en el videojoc del 2006 Tiger Woods PGA Tour per a Xbox, la seva música hi és present com a banda sonora. També l'any 2006, Puma Ptah, llavors conegut com a Ras Puma, es va unir al grup i va fer una gira amb Thievery Corporation.
El grup va publicar el seu cinquè àlbum d'estudi, Radio Retaliation, el 23 de setembre de 2008, i va ser nominat als premis Grammy. La gira de Thievery Corporation va començar amb cinc concerts consecutius al 9:30 Club de Washington DC. L'1 d'agost de 2009 Thievery Corporation va telonejar Paul McCartney al FedExField de Landover. El 27 de juliol de 2010 es va estrenar Babylon Central, el debut en la direcció cinematogràfica d'Eric Hilton.
El juny de 2011, Thievery Corporation va publicar el seu sisè àlbum, Culture of Fear, amb la veu de Puma Ptah a les cançons «Overstand» i «False Flag Dub». El 2012 Eric Hilton va produir l'àlbum de debut, Archives, del grup de reggae The Archives de Washington DC. L'11 de gener de 2017, el grup va publicar la cançó «Ghetto Matrix» del seu àlbum The Temple of I & I, que es va publicar el 10 de febrer de 2017, de nou a través del seu propi segell ESL Music. El 20 d'abril de 2018 va publicar Treasures from the Temple a través d'ESL Music.

## Discografia

### Àlbums d'estudi
- Sounds from the Thievery Hi-Fi (1997)
- The Mirror Conspiracy (2000)
- The Richest Man in Babylon (2002)
- The Cosmic Game (2005)
- Radio Retaliation (2008)
- Culture of Fear (2011)
- Saudade (2014)
- The Temple of I & I (2017)[16]
- Treasures from the Temple (2018)
- Symphonik (2020)

### Àlbums recopilatoris
- Dubbed Out In DC (1997)[17]
- Abductions and Reconstructions (1999)
- Rare Tracks: 18th Street Lounge (1999)
- DJ-Kicks: Thievery Corporation (1999)
- Thievery Corporation and Revolution Present: Departures (2000)
- Sounds from the Verve Hi-Fi (2001)
- The Outernational Sound (2004)
- Versions (2006)
- Red Hot + Latin: Silencio = Muerte Redux (2006)
- It Takes a Thief (2010)

### Àlbums d'Eric Hilton
- Peace Bureau Inner City Booms LP (2017)
- Infinite Everywhere (2020)
- The Impossible Silence (2020)
- Ceremony (2021)
- Lost Dialect (2022)
- Present Past and Future (EP, 2022)
- Corazón Kintsugi (2023)
- Sound Vagabond (2024)
- Out of the Blur (2024)